# 天神町 (八王子市)
天神町（てんじんちょう）は東京都八王子市の町名。丁番を持たない単独町名であり、住居表示未実施区域。郵便番号は192-0074（八王子郵便局管区）。

## 地理
東に寺町、西に小門町、南はJR線を挟んで上野町、北に南新町に隣接している。

## 歴史

### 地名の由来
上野町にある鎮守の天満神社が由来となっている。

### 沿革
- 1912年(大正元年) 10月1日 - 町名改正により、馬乗町の南端が天神町として成立[5]。

## 世帯数と人口
2023年（令和5年）10月31日現在の世帯数と人口は以下の通りである。
| 町丁   | 世帯数  | 人口  |
| ------ | ------- | ----- |
| 天神町 | 450世帯 | 653人 |

## 小・中学校の学区
市立小・中学校に通う場合、学区は以下の通りとなる。
| 番地 | 小学校               | 中学校               |
| ---- | -------------------- | -------------------- |
| 全域 | 八王子市立第三小学校 | 八王子市立第六中学校 |

## 交通

### 鉄道
南にJR中央線が通過しているが、駅は存在しない。最寄り駅はJR八王子駅となっている。

### 道路
- 都道八王子城山線：天神町の西側を南北に通過する。南は山田駅や東京都道173号上館日野線(北野街道)方面、北は国道16号(東京環状)や国道20号(甲州街道)方面へ連絡する。

## 施設
教育
- 八王子幼稚園

その他
- 天神公園
- 日本基督教団 八王子教会